# Maggi
Maggi (/ˈmaɡi/ hoặc phát âm [ˈmadːʒi]) là một thương hiệu quốc tế về gia vị, súp ăn liền và mì có nguồn gốc ở Thụy Sĩ vào cuối thế kỷ 19. Công ty Maggi được Nestlé mua lại vào năm 1947.